# Nozoki Ana
Nozoki Ana (яп. ノ・ゾ・キ・ア・ナ Нодзоки Ана) — японская сэйнен-манга Вако Хонны, публикуемая с 2009 года. В 2012 году данная манга стала пятой по частоте скачиваний с сайта EBookJapan. В том же году была анонсирована аниме-адаптация манги.

## Сюжет
Тацухико Кидо переезжает в Токио для поступления в художественную школу. В новой квартире у него возникает чувство, что кто-то за ним наблюдает и в итоге он обнаруживает в стене дыру, ведущую в соседнюю квартиру. Как выясняется, обитающая там девушка пользуется этой дырой, чтобы подглядывать за соседом. Будучи разоблачена, она предлагает соглашение — три дня в неделю дырой в стене пользуется она, три дня сосед, и один день они отдыхают от подглядывания. При этом тот, за кем подглядывают в данный момент, не должен выдавать своим поведением, что он знает о том, что за ним подглядывают.

## Персонажи
Тацухико Кидо (яп. 城戸 龍彦 Кидо Тацухико) — главный герой, 18-летний студент, переехавший в Токио, чтобы продолжить учебу в городе.
Эмиру Икуно (яп. 生野 えみる Икуно Эмиру) — главная героиня и соседка героя, эксгибиционистка и искусный манипулятор.
Юри Котобики (яп. 琴引 友里 Котобики Юри) — Первая девушка Тацухико. Она очень любит его и много времени проводит с ним, но она утверждает, что не может быть с ним из-за ее строгого отца. Однажды Тацухико случайно узнаёт, что она на самом деле встречается с другим парнем. После этого случая Тацухико разрывает с ней отношения, однако конечном итоге помирились и остались друзьями.
Мадока Ватари (яп. 亘 まどか Мадока Ватари) — вторая девушка Тацухико.
Ёнэяма (яп. 米山) — однокурсник Тацухико, а также его лучший друг.
Томоя Икуно (яп. 生野 智也 Икуно Томоя) — сводный брат Эмиру и парень Цугуми.
Цугуми Сагара (яп. 相良 つぐみ Сагара Цугуми) — девушка Томои.
Тамако Нарусэ (яп. 成瀬 珠子 Нарусэ Тамако) — подруга детства Тацухико.
Сёко Хоннами (яп. 本並 翔子 Хоннами Сё:ко Хоннами) — одна из учителей Тацухико.
Саки Коидзуми (яп. 小泉 サキ Коидзуми Саки) — была лучшей подругой Эмиру во время обучения в школе.